# Peter Denz

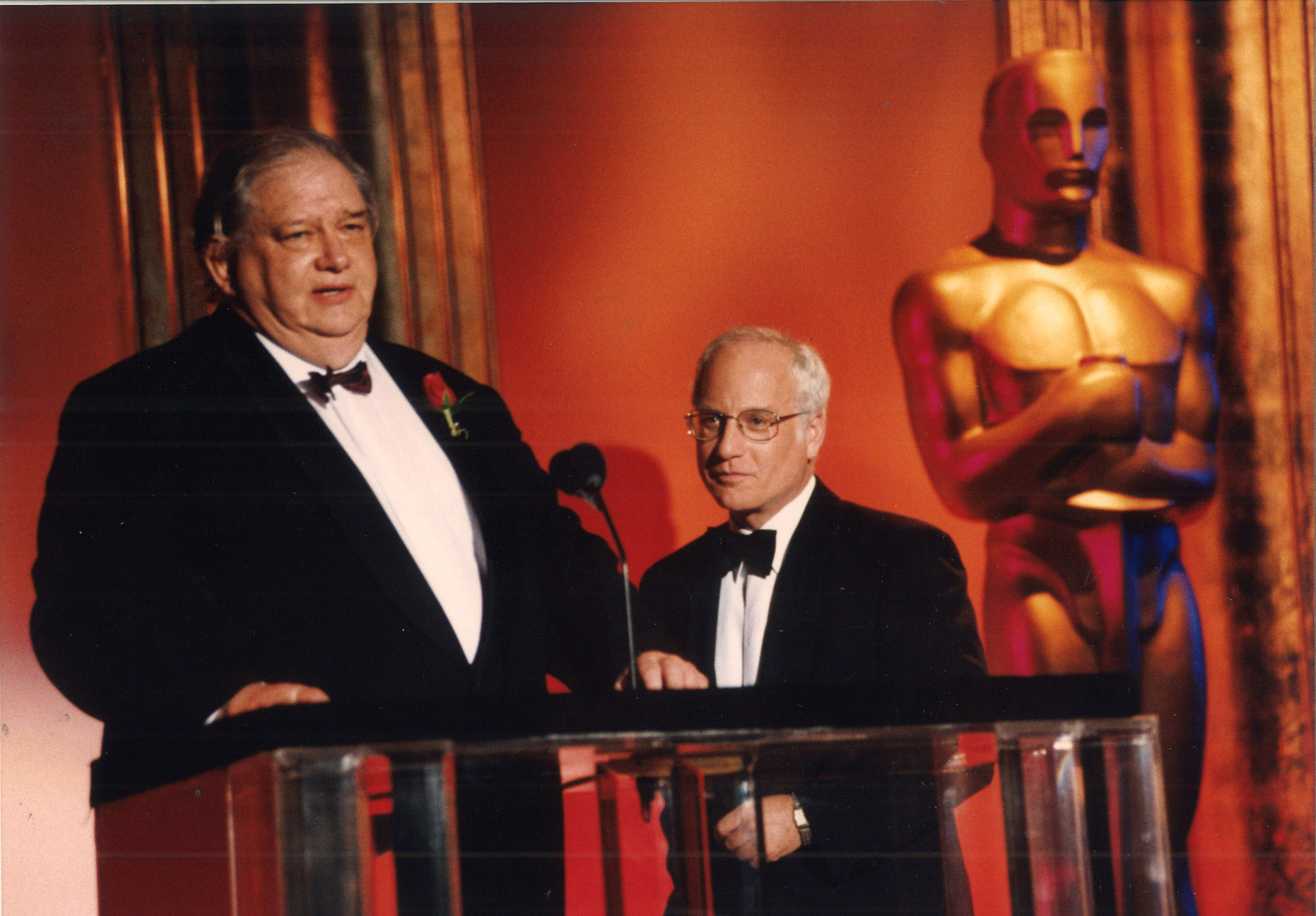
Peter Denz zusammen mit Laudator Richard Dreyfuss bei der Oscar-Verleihung im Jahre 1996

Peter Denz (* 14. Januar 1940 in Freiburg im Breisgau; † 25. Juni 2022) war ein deutscher Ingenieur, Erfinder, Unternehmer und Oscar-Preisträger.

## Leben
Der diplomierte Ingenieur Peter Denz gründete 1970, nachdem er zuvor in Zürich und München Flugzeugbau studiert hatte, die Präzisions-Entwicklung DENZ Fertigungs-GmbH, welche sich auf die Entwicklung, die Herstellung und den Vertrieb von Hightech-Präzisionsprodukten für die Industrie sowie auf die Entwicklung, die Herstellung und den Vertrieb von kinematographischen Film- und Videoprodukten spezialisierte und deren geschäftsführender Gesellschafter er war.
Für die Entwicklung einer flackerfreien Farb-Video-Kamera erhielt Peter Denz 1996 von der Academy of Motion Picture Arts and Sciences (AMPAS) den Oscar für technische Verdienste (Technical Achievement Award).
Im selben Jahr wurde ihm darüber hinaus der Cinec Award im Bereich Kameratechnik verliehen.

## Ehrungen (Auswahl)
- 1984: iF product design award: Handgriff für Fernsteuerung von Zoom-Objektiven für Filmkameras[5]
- 1985: iF product design award: Bedienknopf für elektronische Bedienung von Kameraobjektiven[6]
- 1986: iF product design award: Sucherlupen Verlängerung Argus mit Video-Control-System VCS[7]
- 1987: iF product design award: deniz.belt Unterwasser-Energiegürtel[8]
- 1991: American Society of Lighting Designers Award: Video-Assist-System – digital, color
- 1996: Oscar für technische Verdienste (Technical Achievement Award): Entwicklung einer flackerfreien Farb-Video-Kamera, Video-Control-System VCSC digital
- 1996: Cinec Award im Bereich Kameratechnik: VCSC digital 2000 Video-Control-System-Color
- 1999: American Society of Cinematographers (A.S.C.) Award
- 2000: American Society of Cinematographers (A.S.C.) Award